# Xã Batavia, Michigan
Xã Batavia (tiếng Anh: Batavia Township) là một xã thuộc quận Branch, tiểu bang Michigan, Hoa Kỳ. Năm 2010, dân số của xã này là 1.339 người.